# بوبي روس (لاعب اتحاد الرغبي)
بوبي روس هو لاعب اتحاد الرغبي كندي، ولد في 29 أغسطس 1969 في فيكتوريا في كندا.